# Білоцерківська сільська рада (Рахівський район)
Білоцерківська сільська рада — колишній орган місцевого самоврядування у Рахівському районі Закарпатської області з адміністративним центром у с. Біла Церква.

## Населені пункти
Сільській раді були підпорядковані населені пункти:
- с. Біла Церква

## Склад ради
Рада складалася з 22 депутатів та голови.

## Керівний склад сільської ради
| ПІБ                   | Основні відомості                                                                 | Дата обрання | Дата звільнення |
| --------------------- | --------------------------------------------------------------------------------- | ------------ | --------------- |
| Беріндє Юрій Юрійович | Сільський голова, 1961 року народження, освіта, член Народно-демократичної партії | 26.03.2006   | 31.10.2010      |
| Берінде Юрій Юрійович | Сільський голова, 1961 року народження, освіта вища, член Партії регіонів         | 31.10.2010   |                 |

Примітка: таблиця складена за даними джерела

## Населення
Згідно з переписом УРСР 1989 року чисельність наявного населення сільської ради становила 2873 особи, з яких 1397 чоловіків та 1476 жінок.
За переписом населення України 2001 року в сільській раді мешкало 3029 осіб.

### Мова
Розподіл населення за рідною мовою за даними перепису 2001 року:
| Мова       | Відсоток |
| ---------- | -------- |
| румунська  | 96,99 %  |
| українська | 1,26 %   |
| російська  | 0,99 %   |
| молдовська | 0,17 %   |
| угорська   | 0,13 %   |
| вірменська | 0,03 %   |
| німецька   | 0,03 %   |
| польська   | 0,03 %   |
| інші       | 0,37 %   |